# Innerkavaj m/1948

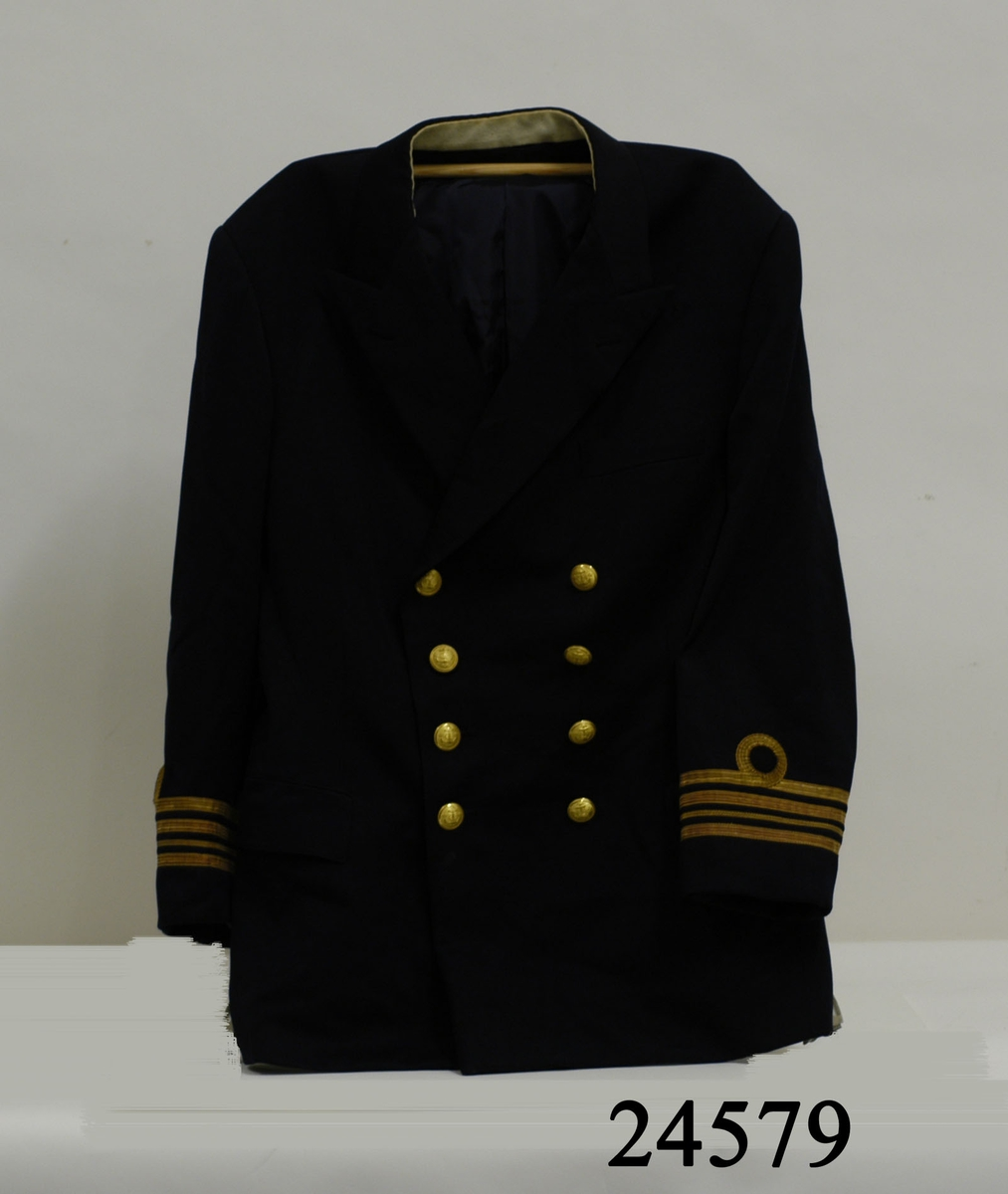
Innerkavaj m/1948 för kommendörkapten av 2. graden
(Ur marinmuseei samlingar)

Innerkavaj m/1948 är en uniformskavaj som används inom Försvarsmakten som en del av uniform m/1948.

## Utseende
Innerkavaj m/1948 är tillverkad i mörkblått tyg och har två knapprader om vardera fyra knappar av flottans större modell. Kavajen har en nedvikt krage med slag och två sidofickor med lock. Gradbeteckningen sitter på ärmarna. Vid införskaffning genom egen försorg må kappan förses med en bröstficka på vänster sida.

## Användning
Innerkavaj m/1948 användes ursprungligen av hela Flottan till uniform m/1948, efter införandet av uniform m/1987 för Kustartilleriet kom även dessas officerare att bära kavajen till m/87.